# Ryssknytling
Ryssknytling (Herniaria polygama) är en nejlikväxtart som beskrevs av Claude Gay. Ryssknytling ingår i släktet knytlingar, och familjen nejlikväxter. Arten förekommer tillfälligt i Sverige, men reproducerar sig inte.